# 16. květen
16. květen je 136. den roku podle gregoriánského kalendáře (137. v přestupném roce). Do konce roku zbývá 229 dní. Svátek má Přemysl.

## Události

### Česko

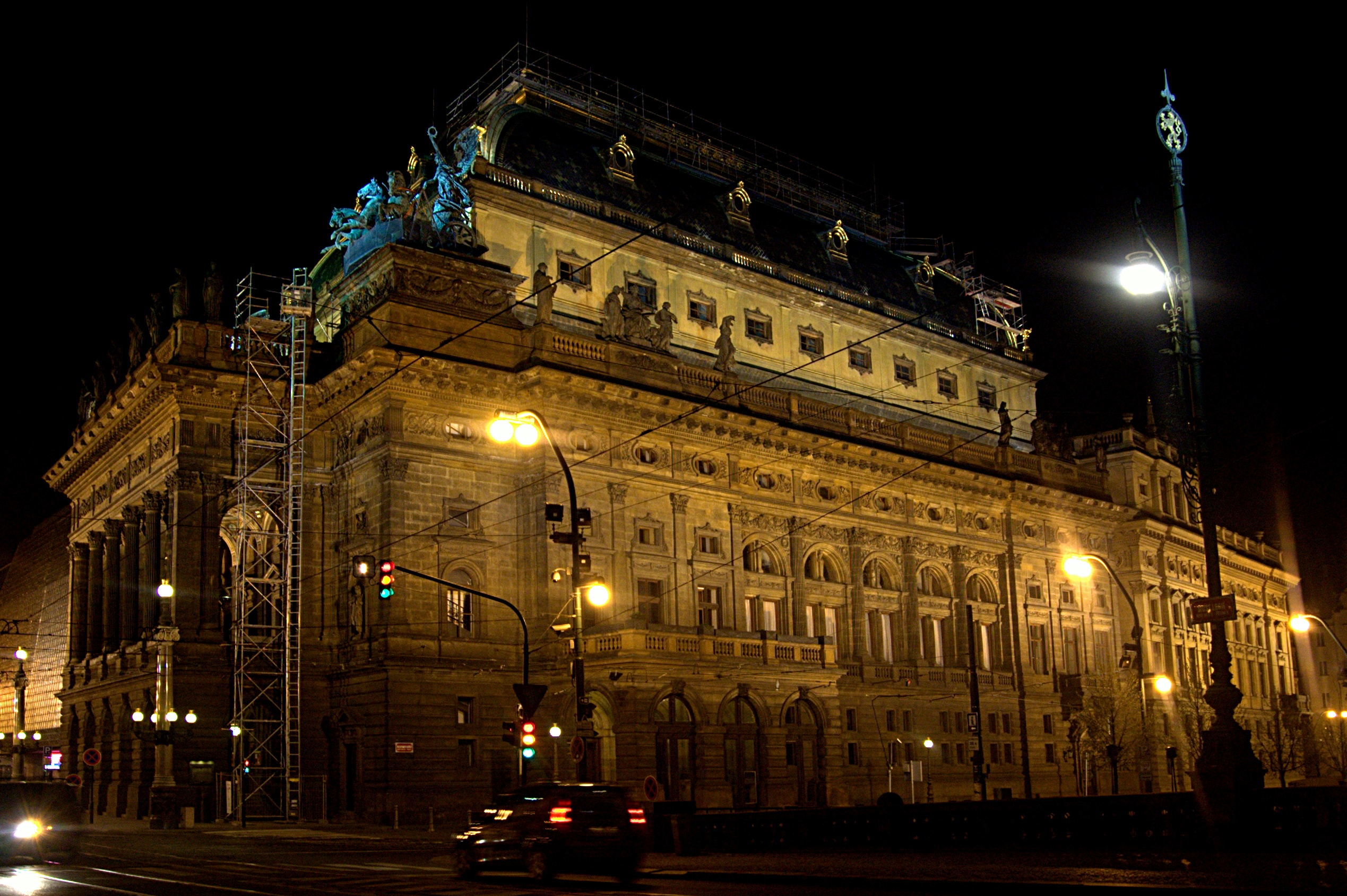
Národní divadlo

- 1625 – Král Ferdinand II. vydal císařský reskript o zrušení úřadu karlštejnského purkrabí a o převedení hradu a panství do majetku císařovny a české královny Eleonory Gonzagové a všem následujícím českým královnám.
- 1868
  - Položen základní kámen Národního divadla.
  - Premiéra Smetanovy opery Dalibor v Praze.
- 1935 – Československá vláda navázala diplomatické styky se SSSR a uzavřela spojeneckou smlouvu o pomoci v případě napadení.
- 1945 – Prezident republiky Dr. Edvard Beneš se z londýnského exilu vrátil do Prahy.
- 1949 – Komunistický režim v Československu: Státní bezpečnost odhalila Prokešův puč a zatkla jeho organizátory.
- 1950 – Jeskyně Na Pomezí byla zpřístupněna veřejnosti.
- 1990 – V pražském Strašnickém divadle proběhla premiéra hry Divadla Járy Cimrmana - Blaník.

### Svět
- 1568 – Marie Stuartovna uprchla ze Skotska do Anglie.
- 1770 – Svatba Ludvíka XVI. a Marie Antoinetty.
- 1879 – Premiéra Slovanských tanců Antonína Dvořáka.
- 1888 – Nikola Tesla na přednášce popsal zařízení, které umožní efektivní generování a použití střídavých proudů pro přenos elektrické energie na dlouhé vzdálenosti.
- 1920 – Papež Benedikt XV. prohlásil Johanku z Arku za svatou.
- 1929 – V kalifornském Hollywoodu se poprvé udělovaly Ceny Akademie filmového umění a věd za zásluhy v domácím i zahraničním filmu – od roku 1931 zvané Oscary.
- 1950 – Starosta Berlína Ernst Reuter odmítl podmínky sovětského velitele města pro svobodné volby v celém Berlíně (odchod všech okupačních jednotek a právo veta pro Sovětský svaz ve výboru čtyř velmocí).
- 1975 - První žena na Everestu. Džuko Tabei
- 2007 – Druhá Češka na Mount Everestu. Klára Poláčková zdolala nejvyšší horu světa v 8:16 hod. místního času.

## Narození

### Česko

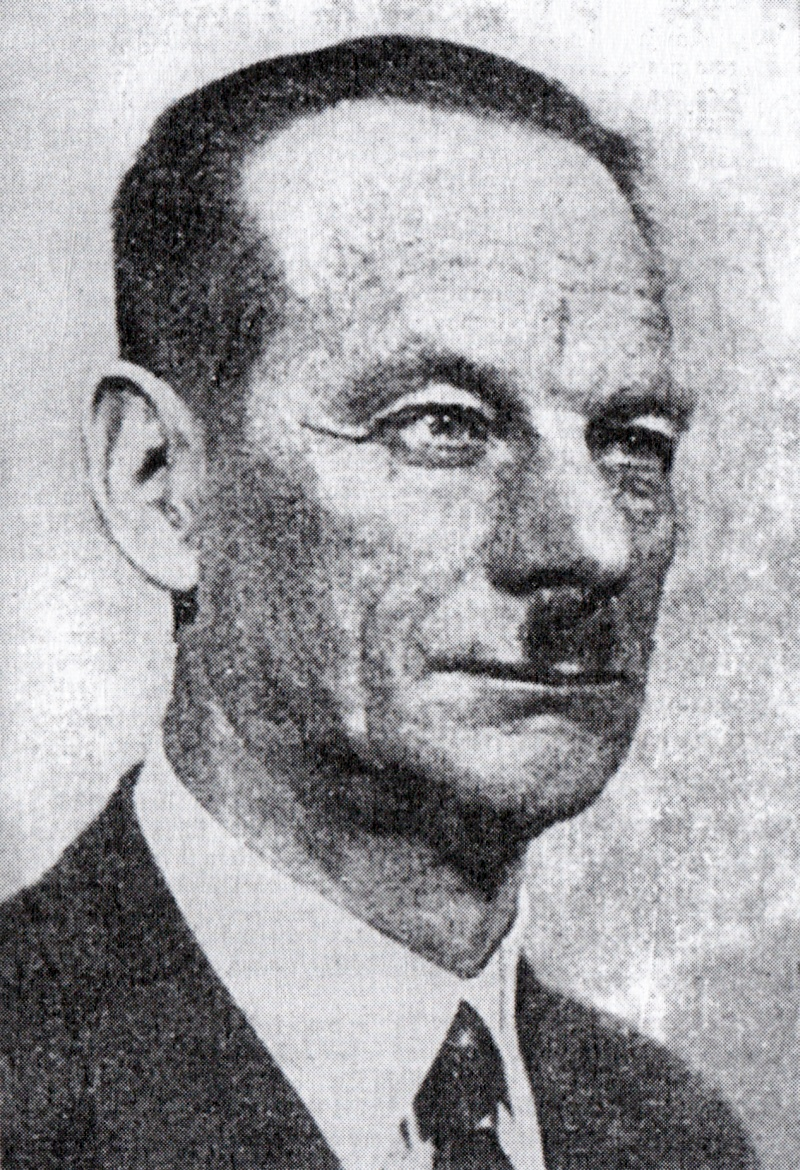
Jan Sadílek (* 1884)

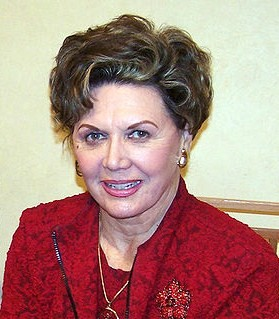
Ája Vrzáňová (* 1931)

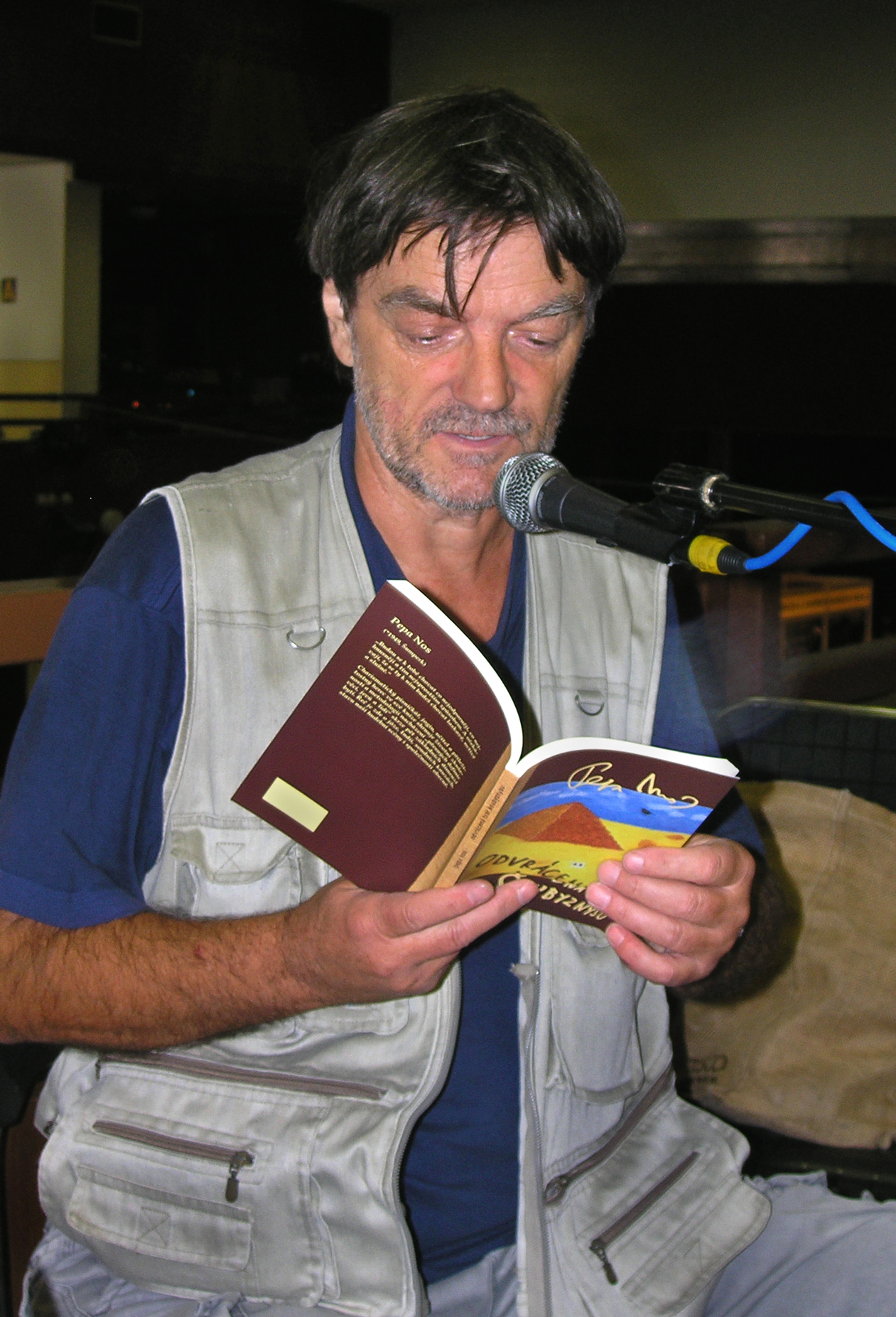
Pepa Nos (* 1949)

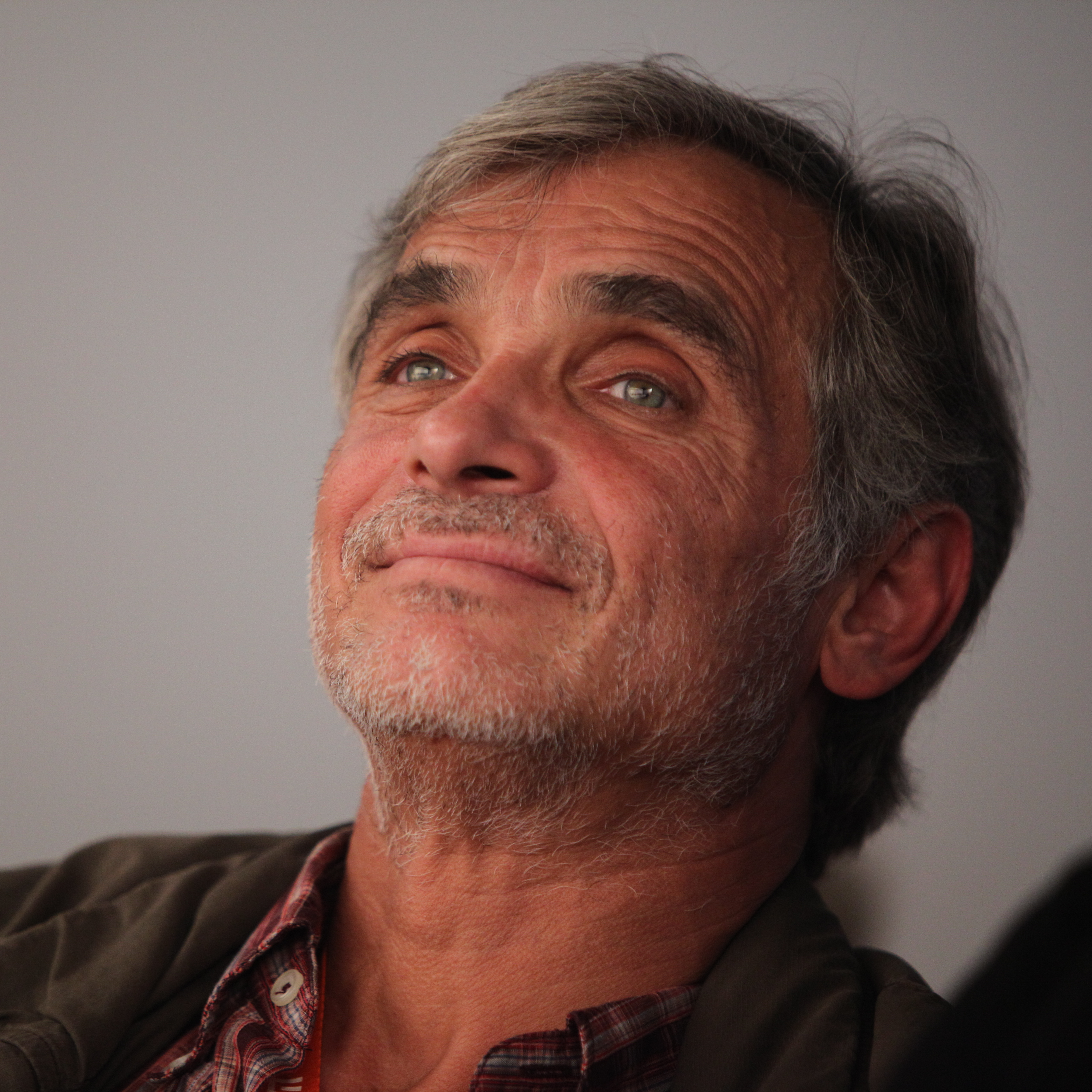
Oldřich Kaiser (* 1955)

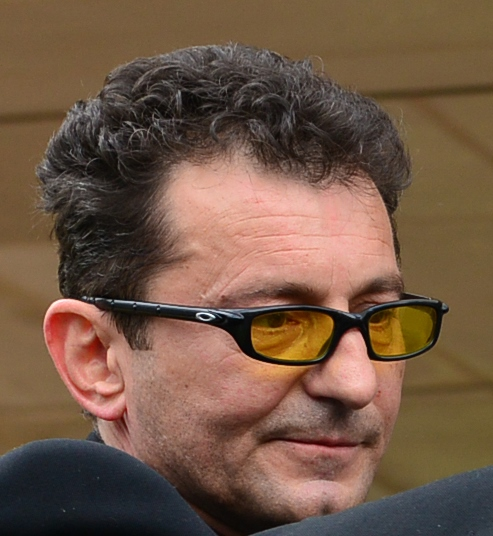
Ondřej Vetchý (* 1962)

- 1827 – Jan Lepař, pedagog († 1. července 1902)
- 1842 – Jan Tuček, varhanář († 20. července 1913)
- 1852
  - Jan Pehel, varhaník, vojenský kapelník a skladatel († 28. února 1926)
  - Jan Řežábek, ředitel obchodní akademie, zeměpisec a překladatel († 6. července 1925)
- 1858
  - Jan Bezděk, mykolog († 9. března 1915)
  - Hanuš Trneček, harfenista, klavírista, dirigent, skladatel a hudební pedagog († 28. března 1914)
- 1870
  - Karel kardinál Kašpar, arcibiskup pražský v letech 1931–1941 († 21. dubna 1941)
  - Antonín Slavíček, malíř († 1. února 1910)
- 1871 – Johann Polach, československý politik německé národnosti († 16. listopadu 1942)
- 1872 – Alois Baeran, československý politik německé národnosti († 1936)
- 1878 – Jan Žížala, kněz a odborový funkcionář († 16. února 1940)
- 1881 – Hans Tichý, československý politik německé národnosti († 22. července 1955)
- 1884
  - Karel Vávra, herec a divadelní režisér († 11. dubna 1931)
  - Eduard Kühnl, československý diplomat a esperantista († 23. května 1966)
  - Jan Sadílek, legionář a odbojář († 8. července 1940)
- 1893 – Milena Ivšínová, spisovatelka († 1959)
- 1894 – Jan Děd, český a československý politik († 1976)
- 1901
  - Štěpán Matěj, československý fotbalový reprezentant († 1974)
  - Bohumil Sekla, zakladatel české lékařské genetiky († 7. srpna 1987)
- 1904 – Vilém Nový, československý politik († 1. března 1987)
- 1907
  - Karel Pivoňka, fagotista († 1986)
  - Antonín Puč, československý fotbalový reprezentant († 18. dubna 1988)
- 1908 – Adolf Horák, československý voják a velitel výsadku Sulphur († 1. března 1945)
- 1909 – František Kožík, spisovatel a esperantista († 5. dubna 1997)
- 1911 – Marie Vášová, herečka († 6. srpna 1984)
- 1913 – Zdeněk Pluhař, spisovatel († 18. června 1991)
- 1914 – Eduard Hofman, tvůrce animovaných filmů († 11. června 1987)
- 1915 – Jan Zborovský, varhaník a hudební skladatel
- 1918 – Zdeněk Bonaventura Bouše, teolog, liturgista a překladatel († 16. dubna 2002)
- 1919 – Jan Černý Klatovský, malíř († 13. října 1999)
- 1922 – Jaromír Vraštil, malíř, řezbář a grafik († 16. září 1979)
- 1923 – Anežka Ebertová, teoložka, duchovní Církve československé husitské († 27. ledna 2009)
- 1926 – Jaromír Homolka, český historik umění († 28. května 2017)
- 1928 – Ludvík Armbruster, katolický kněz, filosof a pedagog († 18. prosince 2021)
- 1931
  - Ája Vrzáňová, americká krasobruslařka a podnikatelka českého původu († 30. července 2015)
  - Hana Bradyová, židovská dívka, která zahynula v koncentračním táboře v Osvětimi – Březince († 23. října 1944)
- 1932 – Ludmila Dušková, překladatelka († 24. června 2010)
- 1935 – Petr Vopěnka, matematik a filozof († 20. března 2015)
- 1944 – Martin Rajniš, architekt a urbanista
- 1945 – Laďa Kerndl, zpěvák
- 1946
  - Jiří Chalupa, dramaturg a scenárista České televize
  - Alena Krátká, česká a československá politička
  - Petr Směja, kytarista a zpěvák
- 1949 – Pepa Nos, písničkář
- 1951 – Tomáš Fejfar, český politik († 24. října 2023)
- 1952 – Oskar Petr, hudební skladatel, textař a zpěvák
- 1953
  - Bedřich Ludvík, dramaturg, spisovatel, textař, skladatel, scenárista a režisér
  - Vítězslav Vávra, zpěvák a bubeník
- 1954 – Petr Ibl, politik
- 1955 – Oldřich Kaiser, herec
- 1956 – Milan Korál, básník († 4. prosince 2022)
- 1960 – Hanuš Bartoň, hudební skladatel a klavírista
- 1962 – Ondřej Vetchý, herec
- 1964 – Ivo Moravec, jihočeský politik
- 1965 – Petr Lébl, režisér, scénograf, herec, výtvarník a umělecký šéf Divadla Na zábradlí († 12. prosince 1999)
- 1975
  - Milan Fukal, fotbalový obránce
  - Tomáš Karas, veslař a olympionik
  - Terezie Zemánková, historička umění, výtvarná publicistka a kurátorka výstav
- 1976 – Václav Jílek, fotbalový trenér
- 1984 – Tomáš Fleischmann, hokejový útočník
- 1988 – Roman Hájek, novinář a publicista
- 1989 – Jan Javůrek, fotbalový obránce či záložník
- 2002 – Jiří Minařík, rychlostní kanoista

### Svět

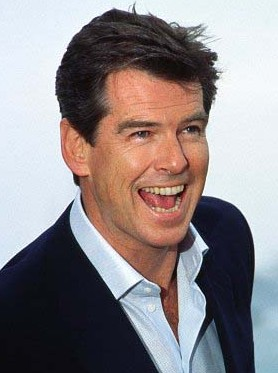
Pierce Brosnan (* 1953)

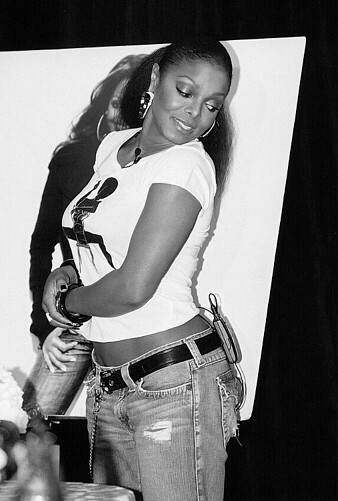
Janet Jacksonová (* 1966)

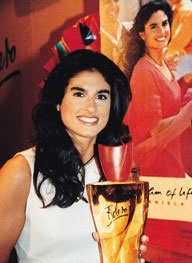
Gabriela Sabatini (* 1970)

- 1490 – Albrecht Braniborsko-Ansbašský, pruský kníže, poslední velmistr řádu německých rytířů v Prusku († 20. března 1568)
- 1559 – Dominik à Jesu Maria, generál řádu karmelitánů († 16. února 1630)
- 1611 – Inocenc XI., papež († 1689)
- 1627 – Willem van Aelst, nizozemský malíř († po roce 1683)
- 1718 – Maria Gaetana Agnesiová, italská matematička a filozofka († 9. ledna 1799)
- 1805 – Alexander Burnes, britský cestovatel a dobrodruh († 1841)
- 1816 – Rudolf Brestel, ministr financí Předlitavska († 3. března 1881)
- 1819 – Johann Voldemar Jannsen, estonský básník a spisovatel († 13. června 1890)
- 1821 – Pafnutij Lvovič Čebyšev, ruský matematik († 1894)
- 1824 – Levi P. Morton, americký politik a státník († 1920)
- 1831 – David Edward Hughes, britsko-americký konstruktér a vynálezce († 1900)
- 1835 – Henrik Mohn, norský astronom, oceánograf a meteorolog († 12. září 1916)
- 1845 – Ilja Iljič Mečnikov, ukrajinský lékař, nositel Nobelovy ceny za medicínu († 15. července 1916)
- 1846 – Ottomar Anschütz, německý vynálezce, fotograf, a chronofotograf († 1907)
- 1849 – Ernest Marie Louis Bedel, francouzský entomolog († 26. ledna 1922)
- 1855 – Leopold von Auersperg, předlitavský státní úředník a politik († 23. února 1918)
- 1860 – Dürrüaden Kadınefendi, druhá manželka osmanského sultána Mehmeda V. († 17. října 1909)
- 1861
  - Nellie Melba, australská operní pěvkyně († 23. února 1931)
  - H. H. Holmes, americký sériový vrah († 7. května 1896)
- 1880 – Ernst Ludwig Kirchner, německý expresionistický malíř († 15. června 1938)
- 1886 – Ernest Burgess, kanadský sociolog († 27. prosince 1966)
- 1887 – Jakob van Hoddis, německý expresionistický básník židovského původu († 1942)
- 1898
  - Ľudovít Jakubóczy, slovenský herec († 1. května 1954)
  - Tamara de Lempicka, polská malířka († 18. března 1980)
- 1901 – Tymoteusz Szretter, metropolita polské pravoslavné církve († 20. května 1962)
- 1904
  - François Marty, arcibiskup remešský, pařížský a kardinál († 16. února 1994)
  - Hugh Plaxton, kanadský hokejista, zlato na OH 1928 († 1. prosince 1982)
- 1905 – Henry Fonda, americký herec († 1982)
- 1907
  - Hans-Ulrich Geschke, šéf gestapa v Praze († ?)
  - Otto Ohlendorf, německý právník, válečný zločinec († 7. června 1951)
  - Bob Tisdall, irský olympijský vítěz v běhu na 400 metrů překážek († 27. července 2004)
- 1912 – Studs Terkel, americký historik († 31. října 2008)
- 1913 – Woody Herman, americký hudebník († 29. října 1987)
- 1914 – Edward T. Hall, americký antropolog († 20. července 2009)
- 1915 – Mario Monicelli, italský filmový režisér a scenárista († 29. listopadu 2010)
- 1916
  - Jenő Fock, maďarský komunistický politik, předseda Rady ministrů († 22. května 2001)
  - Efrajim Kacir, izraelský biochemik a prezident († 30. května 2009)
- 1917 – Juan Rulfo, mexický spisovatel († 7. ledna 1986)
- 1919 – Władziu Valentino Liberace, americký hudebník a klavírista († 4. února 1987)
- 1921
  - Winnie Markus, německá filmová herečka († 8. března 2002)
  - Harry Carey, Jr., americký herec († 27. prosince 2012)
- 1922 – Eddie Bert, americký pozounista († 27. září 2012)
- 1923 – Merton Miller, americký ekonom, držitel Nobelovy ceny († 2000)
- 1924 – Dawda Jawara, první premiér a první prezident nezávislé Gambie
- 1925
  - Garth Allen, americký astrolog († 25. dubna 1974)
  - Bobbejaan Schoepen, belgický písničkář, herec a režisér († 17. května 2010)
  - Nílton Santos, brazilský fotbalista († 27. listopadu 2013)
- 1926
  - Jaromír Homolka, český historik umění († 28. května 2017)
  - Alina Szapocznikow, polská sochařka († 2. března 1973)
- 1929 – Adrienne Richová, americká básnířka a feministická aktivistka († 27. března 2012)
- 1930 – Friedrich Gulda, rakouský klavírista a hudební skladatel († 2000)
- 1936 – Karl Lehmann, německý kardinál († 11. března 2018)
- 1938 – Ivan Sutherland, americký vědec, průkopník v oboru počítačová grafika
- 1939 – Pascal Salin, francouzský libertariánský ekonom († 23. května 1992)
- 1940 – Vjačeslav Druzjaka, ukrajinský básník, překladatel, dirigent a skladatel
- 1942 – Graciela Iturbide, mexická fotografka
- 1944
  - Danny Trejo, americký herec a producent
  - Billy Cobham, panamský jazzrockový bubeník
- 1945
  - Carlos Osoro Sierra, arcibiskup madridský
  - Bob Young, britský hudebník a spisovatel
- 1946 – Robert Fripp, britský kytarista, producent a hudební skladatel
- 1947 – Darrell Sweet, bubeník skotské hard rockové skupiny Nazareth († 30. dubna 1999)
- 1948 – Jesper Christensen, dánský herec
- 1950 – Johannes Georg Bednorz, německý fyzik, držitel Nobelovy ceny
- 1951
  - Christian Lacroix, francouzský módní návrhář
  - Miroslav Maxon, ministr financí Slovenska
  - Jonathan Richman, americký rockový zpěvák a kytarista
  - Emmanuel Todd, francouzský historik, antropolog, sociolog
- 1953 – Pierce Brosnan, irský herec, představitel Jamese Bonda
- 1955
  - Olga Korbutová, běloruská gymnastka, olympijská vítězka
  - Debra Wingerová, americká herečka
- 1957 – Joan Benoitová, americká běžkyně, olympijská vítězka
- 1960 – Miroslav Dvorský, slovenský operní pěvec-tenorista
- 1962 – Helga Radtkeová, německá atletka
- 1964 – Mary Anne Hobbs, anglická diskžokejka
- 1965 – Krist Novoselic, chorvatsko-americký hudebník, člen skupiny Nirvana
- 1966 – Janet Jacksonová, americká zpěvačka
- 1968 – Ľuboš Micheľ, bývalý slovenský fotbalový rozhodčí
- 1969
  - Yannick Bisson, kanadský herec
  - David Boreanaz, americký herec
  - Maxmilián Lichtenštejnský, syn lichtenštejnského knížete Hanse Adama II.
- 1970 – Gabriela Sabatiniová, argentinská tenistka
- 1974 – Laura Pausini, italská popová zpěvačka
- 1977
  - Emilíana Torrini, islandská zpěvačka
  - Jean-Sébastien Giguère, kanadský hokejista
- 1979 – Sergio Roitman, argentinský tenista
- 1981 – Joseph Morgan, anglický herec
- 1982 – Łukasz Kubot, polský tenista
- 1983 – Karol Sloboda, slovenský hokejista
- 1986 – Megan Fox, americká herečka a modelka
- 1990 – Thomas Sangster, anglický herec
- 1991 – Grigor Dimitrov, bulharský tenista

## Úmrtí

### Česko
- 1643 – Albrecht Chanovský z Dlouhé Vsi, český kněz a misionář (* 1581)
- 1755 – Zdeněk Jiří Chřepický z Modliškovic, světící biskup pražský (* 1677)
- 1880 – Dominik Herzán, český stavitel a tesařský mistr (* 4. srpna 1813)
- 1920 – Jan Klecanda, učitel, spisovatel a novinář (* 5. března 1855)
- 1942 – Alois Wachsman, malíř, scénograf a architekt (* 14. května 1898)
- 1944 – Josef Petřík, český geodet a vysokoškolský pedagog (* 22. března 1866)
- 1949 – Andrej Cvinček, československý politik slovenské národnosti (* 27. listopadu 1880)
- 1960 – Jiří Eliáš, klavírista a hudební skladatel (* 22. srpna 1908)
- 1966 – Robert Pražák, československý gymnasta, tři stříbrné medaile na OH 1924 (* 2. prosince 1892)
- 1967 – Josef Tříška, český malíř (* 16. března 1885)
- 1969
  - Antonín Kleveta, kněz, teolog a politický vězeň (* 18. ledna 1904)
  - Pavol Teplanský, československý a slovenský politik, ministr autonomních slovenských vlád (* 22. dubna 1886)
- 1970 – Jan Port, divadelní teoretik, herec, režisér, kostýmní výtvarník (* 29. června 1894)
- 1986 – František Krajčír, komunistický politik (* 12. června 1913)
- 1992 – Marie Podvalová, operní pěvkyně (* 1909)
- 1994 – Zdeňka Honsová, sportovní gymnastka a olympijská vítězka (* 3. července 1927)
- 1999 – Jaroslav Šváb, grafik a ilustrátor (* 24. května 1906)
- 2000 – Josef Starý, vysokoškolský pedagog a ministr dopravy (* 4. června 1912)
- 2006 – Erich Einhorn, fotograf a publicista (* 7. dubna 1928)
- 2013 – Valtr Komárek, ekonom, prognostik a politik (* 10. srpna 1930)
- 2022 – Josef Abrhám, herec (* 14. prosince 1939)

### Svět

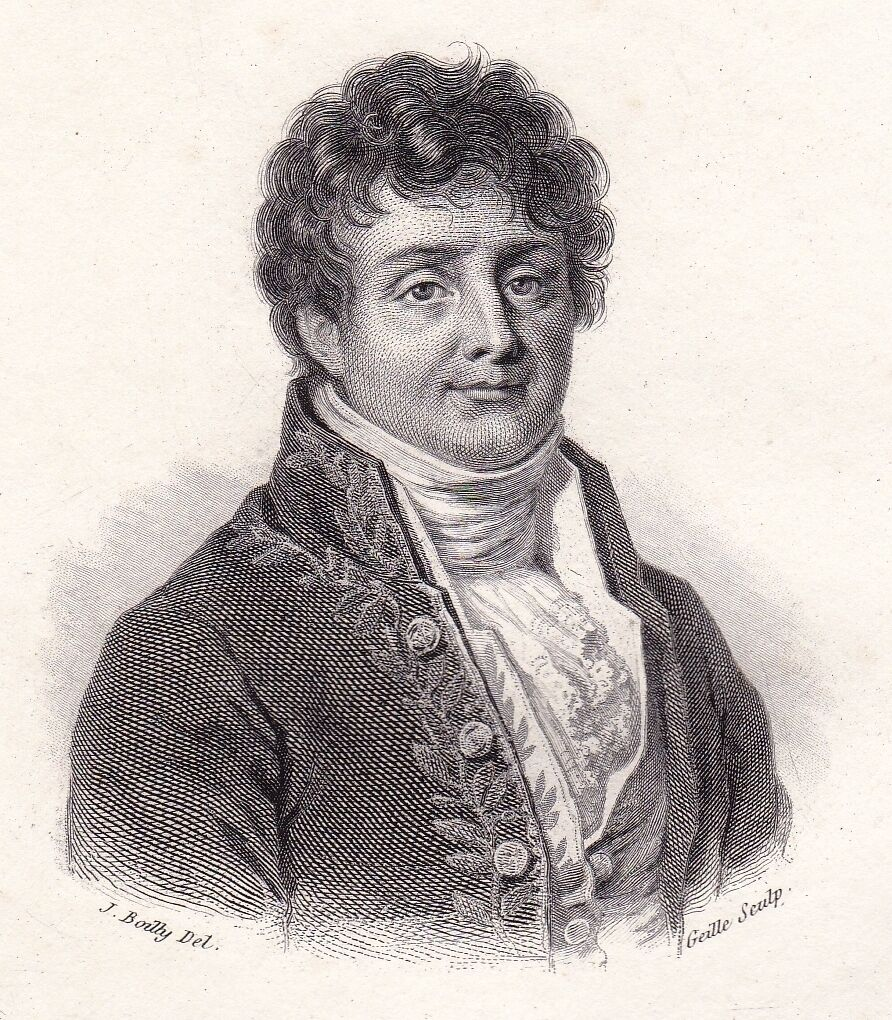
Joseph Fourier († 1830)

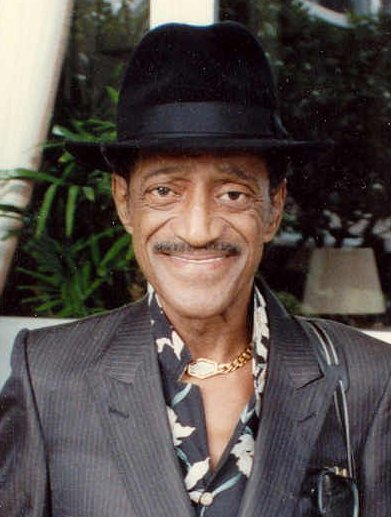
Sammy Davis mladší († 1990)

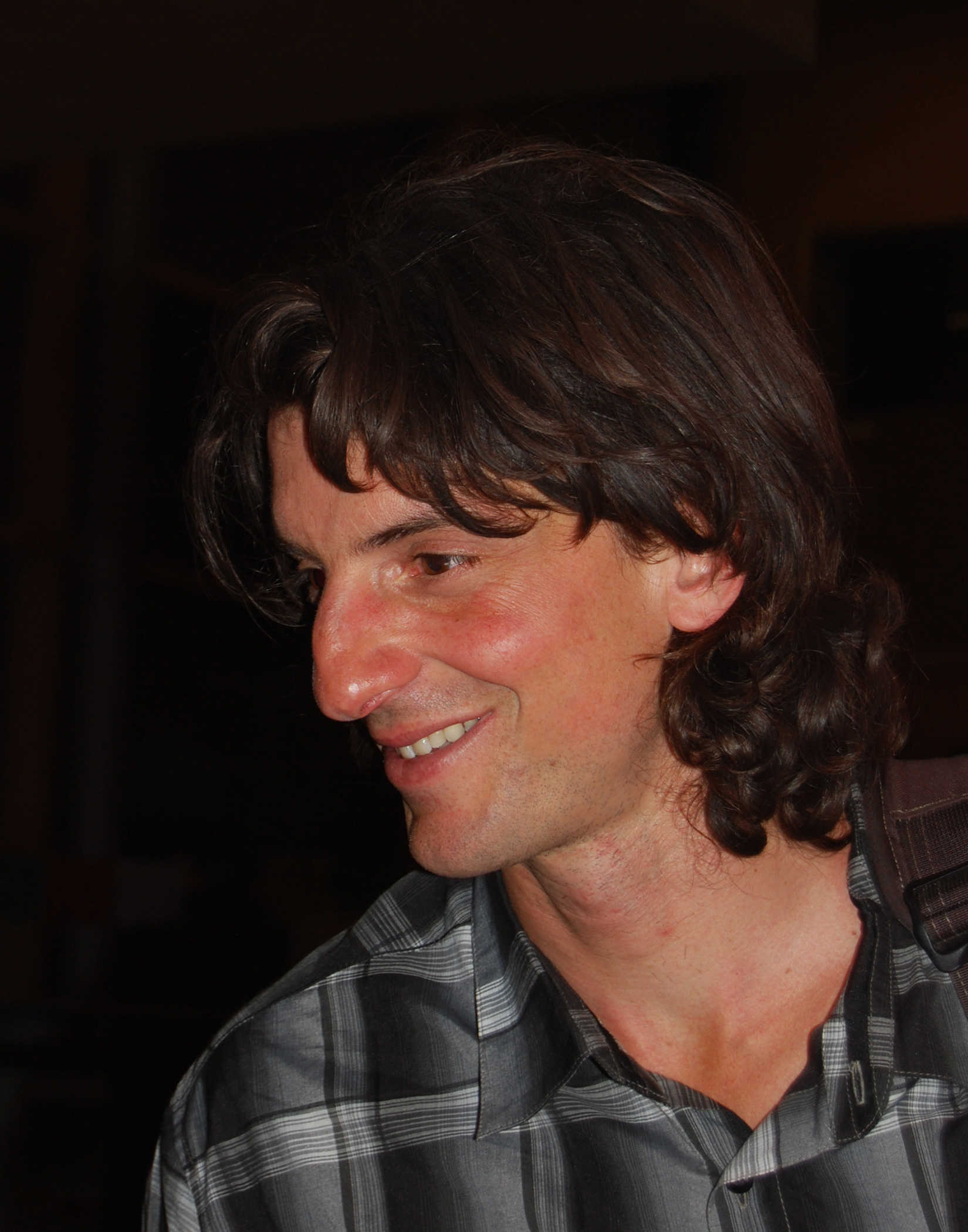
Dean Potter († 2015)

- 1342 – Eleonora Bretaňská, abatyše kláštera ve Fontevraud (* 1275)
- 1375 – Liou Ťi, čínský státník, vojevůdce, spisovatel a básník (* 1. července 1311)
- 1609 – Ferdinand Španělský, syn španělského krále Filipa III. († 9. listopadu 1641)
- 1657 – Svatý Ondřej Bobola, polský jezuitský kněz, misionář a mučedník (* 1591)
- 1669 – Pietro da Cortona, italský malíř a architekt (* 1. listopadu 1596)
- 1685 – Karel II. Falcký, falcký kurfiřt (* 31. března 1651)
- 1696 – Marie Anna Habsburská, manželka krále Filipa IV., královna španělská, neapolská a sicilská (* 23. prosince 1634)
- 1703 – Charles Perrault, francouzský pohádkář (* 1628)
- 1706 – Christian Röhrensee, německý politolog a mravouk (* 1641)
- 1782 – Daniel Solander, švédský botanik (* 19. února 1733)
- 1790 – Phillip Yorke, 2. hrabě z Hardwicke, britský politik a šlechtic (* 9. března 1720)
- 1826 – Luisa Bádenská, ruská carevna, manželka Alexandra I. (* 24. ledna 1779)
- 1830 – Joseph Fourier, francouzský matematik a fyzik (* 1768)
- 1835 – Felicia Hemans, anglická básnířka (* 25. září 1793)
- 1881 – Michael Karel z Althannu, rakouský a pruský šlechtic a politik (* 2. května 1801)
- 1890 – Helena Bavorská, bavorská vévodkyně a kněžna Thurn-Taxis (* 1834)
- 1917 – Vladislav Petković Dis, srbský básník (* 10. března 1880)
- 1920 – Levi P. Morton, americký politik a státník (* 1824)
- 1922
  - Johanna Buska, německá herečka (* 24. května 1848)
  - Rudolf Montecuccoli, rakousko-uherský admirál (* 1823)
- 1923 – Ernst Kohlrausch, německý sportovní vědec, chronofotograf a pionýr filmu (* 1850)
- 1924 – Ignác Radlinský, slovenský advokát (* 1845)
- 1925 – Ivan Žolger, předlitavský státní úředník a politik (* 22. října 1867)
- 1926 – Mehmed VI., poslední sultán Osmanské říše (* 14. ledna 1861)
- 1936 – Julius Schreck, zakládající člen NSDAP a první velitel SS (* 1898)
- 1942 – Bronisław Malinowski, polský a britský antropolog, sociolog a etnograf (* 1884)
- 1943 – James Ewing, americký patolog (* 25. prosince 1866)
- 1944 – Clodomiro Picado Twight, kostarický vědec a herpetolog (* 17. dubna 1887)
- 1947 – Frederick Hopkins, anglický biochemik, nositel Nobelovy ceny za fyziologii a medicínu za rok 1929 (* 1861)
- 1951 – Dobroslav Chrobák, slovenský spisovatel, esejista, kulturní publicista a literární kritik (* 1907)
- 1952
  - Ze'ev Ben Cvi, izraelský sochař (* 1904)
  - Frances Benjamin Johnstonová, americká fotografka (* 15. ledna 1864)
- 1953 – Django Reinhardt, belgický gypsy-jazzový kytarista (* 23. ledna 1910)
- 1954
  - Clemens Krauss, rakouský dirigent (* 31. března 1893)
  - Werner Bischof, švýcarský reportážní fotograf (* 1916)
- 1960 – Harry Schell, americký pilot Formule 1 (* 29. června 1921)
- 1962 – Ján Petrovič, slovenský spisovatel a politik, československý poslanec (* 1893)
- 1963 – Oleg Peňkovskij, plukovník vojenské zpravodajské služby Sovětského svazu, dvojitý agent (* 23. dubna 1919)
- 1971
  - Krikor Bédros XV. Agagianian, gruzínský katolický kněz arménského ritu, kardinál (* 18. září 1895)
  - Karl Farkas, rakouský herec a kabaretní umělec (* 28. října 1893)
- 1973
  - Jacques Lipchitz, francouzsko-americký malíř a sochař (* 22. srpna 1891)
  - Albert Paris Gütersloh, rakouský malíř a spisovatel (* 1887)
- 1977 – Modibo Keïta, prezident Federace Mali (* 1915)
- 1980 – Izis Bidermanas, francouzský fotograf (* 17. ledna 1911)
- 1982 – Jerzy Krzysztoń, polský prozaik, dramatik, reportér a překladatel (* 1931)
- 1984
  - Andy Kaufman, americký herec a komik (* 1949)
  - Irwin Shaw, americký spisovatel (* 1913)
- 1990
  - Jim Henson, americký loutkoherec (* 24. září 1936)
  - Sammy Davis mladší, americký zpěvák, herec a tanečník (* 8. prosince 1925)
- 1994 – Paul Shulman, velitel izraelského vojenského námořnictva (* 1922)
- 1995 – Lola Flores, španělská zpěvačka, tanečnice a herečka (* 21. ledna 1923)
- 2001 – Prince Ital Joe, americký reggae muzikant (* 1963)
- 2005 – Rees Davies, velšský historik (* 6. srpna 1938)
- 2007
  - Mary Douglas, britská antropoložka (* 25. března 1921)
  - Gohar Gasparjan, arménská operní pěvkyně (* 14. prosince 1924)
- 2009 – Mordechaj Limon, izraelský voják, čtvrtý velitel Izraelského vojenského námořnictva (* 1924)
- 2010
  - Ronnie James Dio, americký heavymetalový zpěvák skupin Black Sabbath, Dio, Heaven and Hell, Elf a Rainbow (* 1942)
  - Hank Jones, americký jazzový klavírista a hudební skladatel (* 31. července 1918)
  - Oswaldo López Aréllano, prezident Hondurasu (* 30. června 1921)
- 2011 – Douglas Blubaugh, americký zápasník, olympijský vítěz (* 31. prosince 1934)
- 2012
  - Chuck Brown, americký zpěvák a kytarista (* 22. srpna 1936)
  - Maria Bieşu, moldavská operní pěvkyně (* 3. srpna 1935)
  - Juraj Holčík, slovenský biolog, odborník na ichtyologii (* 18. října 1934)
- 2013 – Heinrich Rohrer, švýcarský fyzik, nositel Nobelovy ceny za fyziku za rok 1986 (* 6. června 1933)
- 2015 – Dean Potter, americký skalní lezec a basejumper (* 14. dubna 1972)
- 2019
  - Bob Hawke, premiér Austrálie (* 9. prosince 1929)
  - I. M. Pei, americký architekt (* 26. dubna 1917)
  - Nikolai Baturin, estonský dramatik, básník a romanopisec (* 5. srpna 1936)
- 2023 – Per Røntved, dánský fotbalista (* 27. ledna 1949)

## Svátky

### Česko
- Přemysl
- Hovard
- Křesomysl
- Nepomuk
- Pelhřim
- Svetozar
- Johanka z arku
- Socialistický kalendář – Založení Komunistické strany Československa (1921)

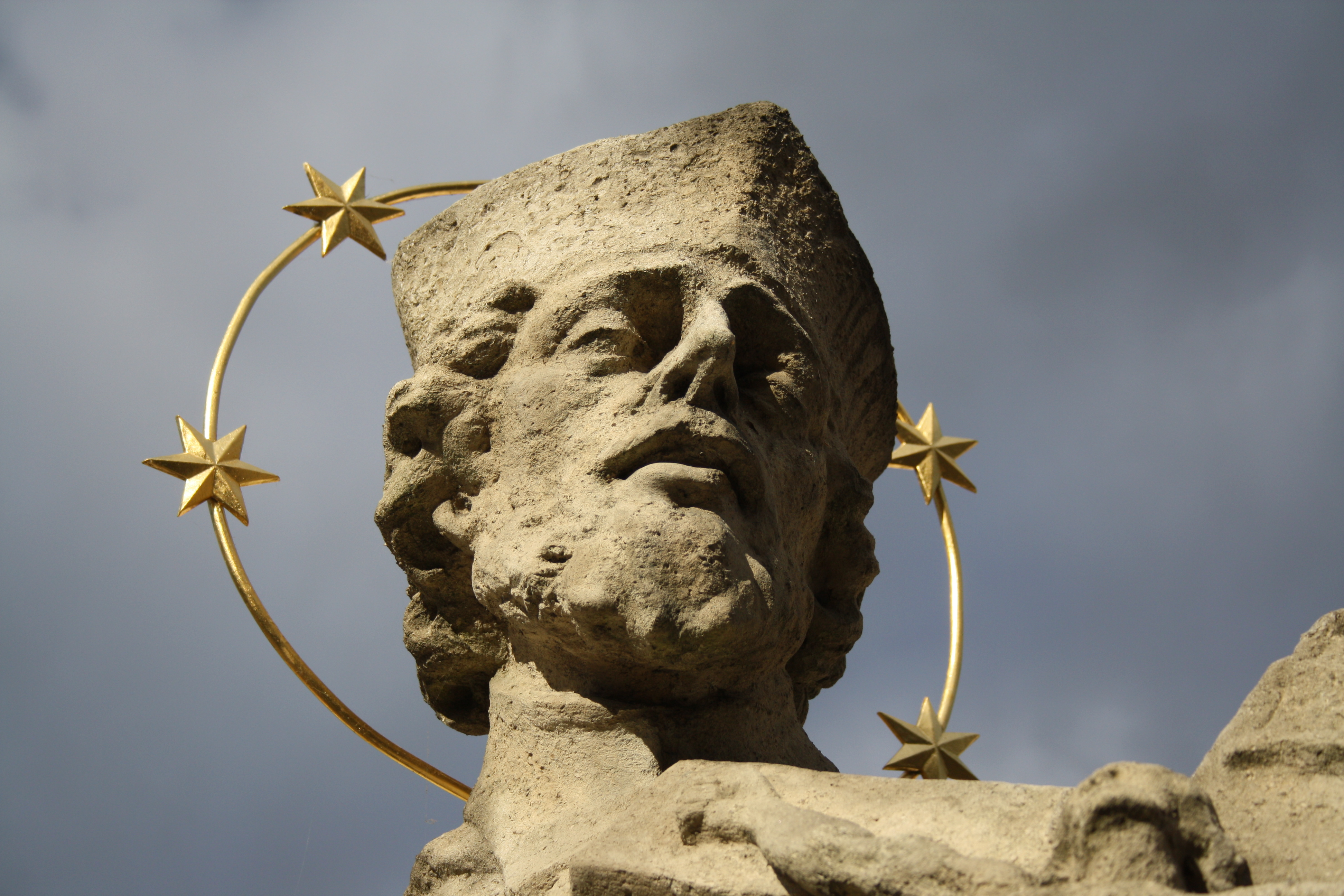
Svatý Jan Nepomucký

### Svět
- Slovensko – Svetozár
- Mezinárodní den světla
- Evropský den slunce

Katolický kalendář
- sv. Jan Nepomucký
- sv. Ubald
- sv. Johanka z Arku
- sv. Brendan

## Pranostiky

### Česko
- Kdo o svatém Janě len zasívá, stébla zdéli lokte mívá.
- Co do Jana Nepomuckého vyroste, to po něm zmrzne.
- Na svatého Nepomuka umrzne ti nos i ruka (humorná pranostika Karla Čapka — Zahradníkův březen)

| 16. květen v pražském KlementinuÚdaje jsou platné k 29. 4. 2025. | 16. květen v pražském KlementinuÚdaje jsou platné k 29. 4. 2025. | 16. květen v pražském KlementinuÚdaje jsou platné k 29. 4. 2025. |
| minimum                                                          | denní průměr                                                     | maximum                                                          |
| ---------------------------------------------------------------- | ---------------------------------------------------------------- | ---------------------------------------------------------------- |
| 2,6 °C (1900)                                                    | 15,9 °C (od 1961)                                                | 30,0 °C (1997)                                                   |